# ビアンカ・クグノ
ビアンカ・クグノ（Bianca Cugno、2003年4月22日 - ）は、アルゼンチンのバレーボール選手。ポジションはオポジット。アルゼンチン代表。

## 来歴
- クラブチーム

コルドバ州デボト出身。ジュニアのクラブチームを経て、2020年、Boca Juniorsに入団。2020/21シーズンのアルゼンチン国内リーグで3位となった。2021年5月、フランスのBéziers Volleyへの移籍が発表され、2年間プレーし、2022/23シーズンにはフランスカップで優勝を果たし、ベストオポジット賞を受賞した。2023年6月、Levallois Paris Saint-Cloudと契約し、2023/24シーズンのフランスリーグではベストスコアラー部門でトップの活躍をみせ、優勝に貢献した。2024/25シーズンも同チームと契約更新し、フランスリーグでは2年連続で優勝を果たした。2025/26シーズンはブラジルのオザスコでプレーする予定である。
- 代表チーム

アンダーカテゴリーの代表として2017年、U-17南米選手権に出場し金メダルを獲得し、MVPに選ばれた。2018年、U-18南米選手権で金メダルを獲得し、MVPとベストアウトサイドヒッター賞を受賞した。2019年7月、U-20世界選手権に出場した。2021年、U-21世界選手権に出場し、エースとして活躍した。同年にはシニア代表に初選出され、南米選手権に出場し銅メダルを獲得した。2022年、世界選手権に出場した。2023年8月のパンアメリカンカップでは金メダルを獲得しMVPに選ばれた。同年9月のパリ五輪予選に出場した。

## 球歴
- 世界選手権 - 2022年
- オリンピック予選 - 2023年
- 南米選手権 - 2021年、2023年
- チャレンジャーカップ - 2024年

## 受賞歴
- 2017年　U-17南米選手権　MVP
- 2018年　U-18南米選手権　MVP、ベストアウトサイドヒッター賞
- 2023年　フランスカップ　　ベストオポジット賞
- 2023年　パンアメリカンカップ　MVP、ベストオポジット賞

## 所属クラブ
- Boca Juniors（2020-2021年）
- Béziers Volley（2021-2023年）
- Levallois Paris Saint-Cloud（2023-2025年）
- オザスコ（2025-）

## 脚部
1. ↑  “Le Beziers Angels officialise l'arrivée de sa recrue: l'internationale argentine Bianca Cugno!” (2021年5月31日). 2025年5月25日閲覧。
2. ↑  “Volley : les nouveaux visages des Angels de Béziers présentés par Fabien Simondet” (2021年6月2日). 2025年5月25日閲覧。
3. ↑  “Cugno se coronó en Francia” (2023年4月4日). 2025年5月25日閲覧。
4. ↑  “Cugno cambió de club en Francia” (2023年6月26日). 2025年5月25日閲覧。
5. ↑  “FRA W: Levallois Paris Saint-Cloud Clinch French Championship Title” (2024年4月26日). 2025年5月25日閲覧。
6. ↑  “Levallois Paris Saint-Cloud s’impose à Nantes et décroche son premier titre” (2024年5月18日). 2025年5月25日閲覧。
7. ↑  “Les Mariannes au complet pour la saison 2024-2025” (2024年5月18日). 2025年5月25日閲覧。
8. ↑  “Bianca Cugno, après le 2e titre de champion de France de Levallois-Paris : « On a fait du bon travail »” (2025年5月4日). 2025年5月25日閲覧。
9. ↑  “Argentina’s Bianca Cugno dreams of the Olympics” (2021年7月16日). 2025年5月25日閲覧。
10. ↑  “Es cordobesa y fue elegida MVP de la Copa Panamericana que ganaron Las Panteras: su historia　” (2023年8月14日). 2025年5月25日閲覧。